# Thomson (Geórgia)
Thomson é uma cidade localizada no estado americano de Geórgia, no Condado de McDuffie.

## Demografia
Segundo o censo americano de 2000, a sua população era de 6828 habitantes.
Em 2006, foi estimada uma população de 6911, um aumento de 83 (1.2%).

## Geografia
De acordo com o United States Census Bureau tem uma área de 10,2 km², dos quais 10,2 km² cobertos por terra e 0,0 km² cobertos por água.

## Localidades na vizinhança
O diagrama seguinte representa as localidades num raio de 28 km ao redor de Thomson.